# Hradec Králové-Slezské Předměstí (nádraží)

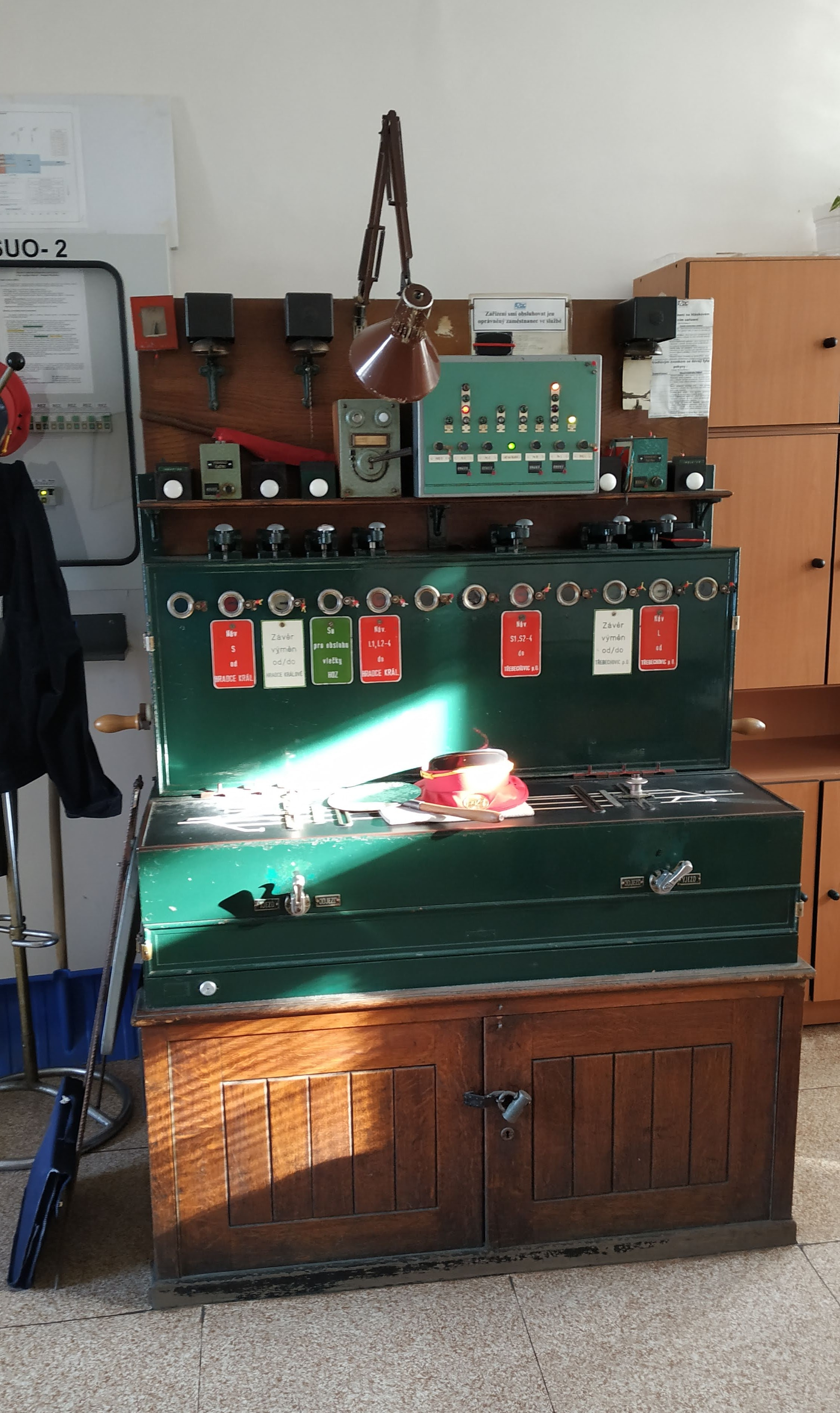
Řídící přístroj výpravčího

Hradec Králové-Slezské Předměstí je železniční stanice, která se nachází v Hradci Králové v městské části Slezské Předměstí v okrese Hradec Králové v Královéhradeckém kraji. Stanice leží na jednokolejné elektrizované celostátní dráze Velký Osek – Choceň.

## Popis
Železniční stanice je vybavena staničním zabezpečovacím zařízením 2. kategorie – elektromechanické. Na přilehlých mezistaničních úsecích ke stanici je instalováno traťové zabezpečovací zařízení 1. kategorie – telefonické dorozumívání. Stanice má 3 dopravní koleje.[zdroj?]

## Přeprava
Ve stanici zastavují pravidelné vlaky osobní přepravy kategorie osobní vlak (Os) a spěšný vlak (Sp). Tyto vlaky provozuje dopravce České dráhy. V letním období zde zastavuje jeden pár výletního rychlíku do Jeseníku společnosti Východočeská dráha.[zdroj?]
Ve staniční budově se nachází osobní pokladna ČD, čekárna pro cestující a bezbariérové WC. V blízkosti stanice se nachází zastávka MHD, trolejbusů a autobusů Dopravního podniku města Hradce Králové.[zdroj?]

## Přístupnost
Přístup do budovy stanice (včetně přístřešku před povětrnostními vlivy) je bezbariérový. Bezbariérový přístup je alespoň na jedno nástupiště (dle ČSN 73 4959).
Stanice je vybavena pro zrakově postižené (vodící linie).

## Budoucnost
V letech 2025-2028 se předpokládá modernizace a zdvoukolejnění trati Hradec Králové - Choceň. V jejím rámci bude stanice peronizována a zavedeno DOZ z CDP Praha.[zdroj?]